# Marcin Jakubowski
Marcin Jakubowski – polski leśnik, doktor habilitowany nauk rolniczych, profesor na Uniwersytecie Przyrodniczym w Poznaniu, specjalista od użytkowania lasu.

## Kariera naukowa
W 1995 roku na Uniwersytecie Przyrodniczym w Poznaniu uzyskał tytuł magistra inżyniera. W tym samym roku został zatrudniony na tejże uczelni, a w 2001 roku na jej Wydziale Leśnym uzyskał stopień doktora nauk rolniczych w zakresie leśnictwa na podstawie rozprawy pt. Wpływ siedliska, pozycji biosocjalnej i wieku drzew na kształtowanie się udziału drewna młodocianego oraz bielastego i twardzielowego w strzałach sosen zwyczajnych (Pinus sylvestris L.), której promotorem był Witold Pazdrowski. W 2010 roku ten sam wydział nadał mu stopień doktora habilitowanego nauk rolniczych w dyscyplinie leśnictwa na podstawie pracy pt. Promieniowa zmienność makrostruktury drewna wiatrołomów sosny zwyczajnej (Pinus sylvestris L.) i świerka pospolitego (Picea abies Karst.) w relacji do niektórych właściwości drewna.